# Мацуура Тосіо
Мацуура Тосіо (яп. 松浦 敏夫, нар. 20 листопада 1955, Канаґава) — японський футболіст, що грав на позиції нападника.

## Клубна кар'єра
Грав за команду NKK.

## Виступи за збірну
Дебютував 1981 року в офіційних матчах у складі національної збірної Японії. У формі головної команди країни зіграв 22 матчі.

## Статистика
Статистика виступів у національній збірній.
| Збірна Японії | Збірна Японії | Збірна Японії |
| Роки          | Ігри          | голи          |
| ------------- | ------------- | ------------- |
| 1981          | 4             | 1             |
| 1982          | 2             | 0             |
| 1983          | 5             | 0             |
| 1984          | 1             | 0             |
| 1985          | 0             | 0             |
| 1986          | 3             | 1             |
| 1987          | 7             | 4             |
| Усього        | 22            | 6             |